# Лючіо Коллєтті
Лючіо Коллєтті (італ. Lucio Colletti; 9 грудня 1924, Рим — 3 листопада 2001, Вентурина, Італія) — італійський філософ-марксист і політик, член спочатку «Партії дії», пізніше — Італійської комуністичної партії.

## Життєпис
Після саморозпуску Партії дії, що в її лавах він розпочав свою політичну діяльність, Коллєтті — під впливом від творів Володимира Леніна — 1950 року вступив до Італійської комуністичної партії. На відміну від багатьох сучасників він не покинув комуністичний рух після придушення Угорського повстання 1956 року (він, щоправда був ініціатором так званого «Маніфесту 101-го», що засуджував дії СРСР в Угорщині). Коллєтті залишився у партії до 1964, коли загострилися суперечки щодо партійної політики в царині культури.
У 1960-х — 1970-х Коллєтті викладав філософію в університетах Мессіни, Салєрно, Риму та Женеви. Про нього говорили, як про найважливішого італійського марксистського філософа — важливішого навіть за Антоніо Грамші та Гальвано Делля Вольпе. Але в середині 1970-х Коллєтті почав відчувати розчарування у марксизмі, який, на його думку, відокремився від живої політики та перетворився на дозвілля університетських професорів, й теоретично почав еволюціонувати в бік логічного емпіризму, а політично зближатися з Італійською соціалістичною партією, тоді керовану Беттіно Краксі. Після розпаду Східного блоку наприкінці 1980-х перейшов у табір правих і 1996 року був обраний депутатом парляменту за списком партії «Вперед, Італіє!» Сільвіо Берлусконі. Помер від серцевого нападу.

## Ідейна спадщина
Одним з найвідоміших творів Коллєтті є «Марксизм і Гегель» (1969). В ньому він відстоював тезу про те, що в марксистській філософії надзвичайно перебільшено вадливість для Карла Маркса гегелівської діялєктики — насправді філософською предтечею Маркса був не Гегель, а Кант. Отже завдання, що стоїть перед марксистами, полягає в розвитку марксизму на по-справжньому науковому фундаменті, де немає місця для гегелівської свідомости та гуманізму. В цьому контексті Коллєтті розвивав критику напрямків у марксизмі, пов’язаних з іменами Дьйордя Лукача, Теодора Адорно та Герберта Маркузе.
В «Ідеології та суспільстві» (1969) філософ-просвітник Жан-Жак Руссо постає як перший глибокий критик буржуазної представницької держави та дослідник відокремлення громадянського суспільства від держави. За Коллєтті, Маркс навряд щось додав до розробок Руссо, й марксизму бракує своєї політичної теорії навіть попри твори Лєніна.

## Твори
- Суспільство й ідеологія (Ideologia e società, 1969).
- Марксизм і Гегель. Діялєктичний матеріалізм й ірраціоналізм (Il marxismo e Hegel: Materialismo dialettico e irrazionalismo, 1969).
- Політично-філософське інтерв'ю (Intervista politico-filosofica, 1974).
- Про Лєнінові «Філософські зошити» (Sui Quaderni filosofici di Lenin, 1976).
- Марксизм і «крах» капіталізму (Il marxismo e il "crollo" del capitalismo, 1977).
- Між марксизмом і немарксизмом (Tra marxismo e no, 1979).
- Занепад ідеології (Tramonto dell'ideologia, 1980).
- Філософські-політичні сторінки (Pagine di filosofia e politica), 1986).
- Логіка Бенедетто Кроче (La logica di Benedetto Croce, 1993).
- Мета філософії та инші нариси (Fine della filosofia e altri saggi, 1996).

### Твори Коллєтті
- Післямова до Маркузе (1969) [Архівовано 25 травня 2015 у Wayback Machine.]
- Лєнінова «Держава і революція» (1969) [Архівовано 27 січня 2021 у Wayback Machine.]
- Марксизм: наука чи революція? (1969) [Архівовано 31 травня 2019 у Wayback Machine.]
- Бернштейн и марксизм II интернационала (1969) [Архівовано 19 лютого 2016 у Wayback Machine.](рос.)

### Про нього
- Giuseppe Bedeschi, "Il lungo viaggio di Colletti oltre le utopie della sinistra" (2011)(італ.)
- John Francis Lane, "Lucio Colletti" (2001) [Архівовано 9 вересня 2020 у Wayback Machine.](англ.)
- Gianluca Pozzoni, "Il mondo mistico del Capitale: scienza, critica e rivoluzione in Lucio Colletti" (2018) [Архівовано 17 січня 2021 у Wayback Machine.](італ.)
- Costanzo Preve, "Lucio Colletti: un modello di estremo interesse teorico" [Архівовано 16 вересня 2019 у Wayback Machine.](італ.)
- "E' morto Lucio Colletti voce "contro" di Forza Italia" (2001) [Архівовано 23 листопада 2020 у Wayback Machine.](італ.)